# Oluf Bech
Oluf Bech (8. oktober 1865 i Aarhus – 5. juli 1958) var en dansk borgmester i Kolding og nationalbankdirektør.
Han var søn af købmand Oluf Bech (død 1905) og hustru Eliza f. Robinson (død 1908), tog alm. forberedelseseksamen i Aarhus 1883, blev uddannet i Aarhuus Privatbank 1883-88 og blev assistent i Nationalbanken med ansættelse ved bankkontoret i Aarhus 1888, var bogholder ved Nationalbankens filial i Aalborg 1900 og fra 1901 leder af Nationalbankens filial i Kolding. Oluf Bech var konservativ borgmester i Kolding 1916-23 (kongevalgt indtil 1919, derefter folkevalgt) og blev 1923 direktør for Nationalbankens filial i Aarhus, hvilket han var indtil 1936. Han var også finsk vicekonsul 1923 og konsul 1933-36.
Bech var tillige medlem af Kolding Byråd 1909-23; medlem af Højres amtsudvalg for Vejle Amt 1909-19; formand for Provinshandelsforeningernes skoleudvalg 1913-49; medlem af opgavekommissionen for de statskontrollerede handelsdagskoleeksaminer 1913-48 og af handelsskolekommissionen af 1918; medlem af forretningsudvalget i Sammenslutningen af danske Havne, foreningens formand 1921-24; formand for Kolding Kunstforening 1903-23; æresmedlem af denne; værge for Kolding Kirke 1911-23; medlem af bestyrelsen for Den jydske Handelshøjskole 1918-24 og Lånekassen for de sønderjydske landsdele 1920; medlem af handelsskolerådet til 1947 og af kroneudvalget 1920; medlem af bestyrelsen for Den jydske Handelsstands Centralforening 1921-23; næstformand i bestyrelsen for Aarhus Handelsforening 1923-36; medlem af statens tilsynsråd for Handelshøjskolen i København 1926-51; medlem af bestyrelsen for Aarhus Museums historiske afdeling 1927-37; næstformand i likvidationskomitéen for Skive Bank A/S i likvidation fra dec. 1928; medl. af bestyrelsen for Universitets-samvirket i Aarhus fra 1926 og af bestyrelsen for Understøttelsesfondet for fremmede Magters Konsuler i Danmark fra 1936. Han var Ridder af Dannebrog, Dannebrogsmand og ridder af den finske Hvide Roses Orden.
Gift 30. oktober 1894 med Elisabeth Qvistgaard (28. januar 1867 i Aarhus – 1955), datter af hofjægermester Theodor Qvistgaard, Tousgaard og hustru Elisabeth f. Ingerslev (død 1871).